# آخر يوم لمحكوم عليه بالإعدام
آخر يوم لمحكوم عليه بالإعدام (بالفرنسية: Le Dernier Jour d'un condamné)‏ هي رواية قصيرة من تأليف فكتور هوغو، وهي خطاب داخلي لسجين محكوم عليه بالإعدام، قبل أسابيع قليلة من موعد الإعدام يحاول فيها فكتور هوغو إيصال رسالة إلى الإدارات المسؤولة -آن ذاك- أن عقوبة الإعدام ليس الحل الأمثل للمجرم، فنحن في هذه الحالة لا نعطيه فرصة لتصحيح أخطائه، ونحن لا نعرف لا اسم المحكوم ولا الجريمة التي قام بها، لكنه يحكي لنا عن صعوبة المواقف التي يمر بها حينما لا تتذكره ابنته الصغيرة وعن قذارة المؤسسات الإدارية. المهم أن شخصية الرواية جعلتنا نسافر بفكرنا بعيدا بينما حبس جسده هو في زنزانة وقيد عقله بفكرة واحدة مظلمة هي: محكوم بالإعدام. de victor hugo ومات المدان.

## مسار الأحداث
- منذ خمسة أسابيع، شاب سجين يعيش مع فكرة الموت، داخل زنزانة في Bicêtre، حبيس من ناحيتين (جسديا وفكريا) فهو غير قادر على التفكير في شيء اخر.
- من زنزانته، يتذكر الراوي محاكمته والحكم بإعدامه. وهو يسرد ظروف محاكمته ورد فعله المأساوي.
- المدان يبدو أنه قبل هذا القرار. فهو لا يبالي لهذه الحياة التي فيها جميع الرجال محكوم عليهم بالموت. بغض النظر عن ما يحدث له.
- الراوي يخبرنا عن وصوله إلى السجن. وقال انه نجح في تحسين أوضاعه كأسير بفضل هدوئه وبضع الكلمات اللاتينية. وبعد ذلك حدثنا عن اللغة العامية التي تمارس في السجون.
- في حوار داخلي السجين يكشف قرار الشروع في الكتابة. أولا، لنفسه، لينسى معاناته. ثم لأولئك الذين يجب أن تكون أيديهم تقيله أكثر عندما يتعلق الأمر بحياة شخص ما. أنها مساهمته لإلغاء عقوبة الإعدام.
- الراوي يتساءل عن الفائدة التي يمكن أن تستفيد من حماية رؤوس غيره ولا يستطيع حماية راسه هو (من القطع).
- الشاب المدان يحسب ما تبقى من الوقت للعيش. ستة أسابيع وقد قضى خمسة أو حتى ستة. لم يتبق شيء تقريبا.
- السجين أتى ليجري التحليل. ويفكر في الناس الذين تركهم وراءه: والدته، وزوجته وابنته البريئة التي من أجلها يشعر بالحزن أكثر.
- المدان يصف زنزانته التي لا تتوفر ولو على النوافذ. كما يصف الممر الطويل بين زنزانات المحكوم عليهم بالأعمال الشاقة في حين أن الثلاثة الأخرى مخصصة للمحكوم عليه بالإعدام.
- لتمرير ليل طويل، قام لكي يصف لنا جدران زنزانته كاملة، وكذا آثار تركها سجناء آخرين. صورة من السقالة مرسومة على الجدار المخرب.
- السجين يعيد قراءته للنقوش على الجدار. اكتشف أسماء المجرمين الذين سبق لهم أن بقوا في هذه الزنزانة الحزينة.
- الراوي - الشخصية يتذكر حدث معين وقع قبل بضعة أيام في باحة السجن: رحيل المحكومين بالأعمال الشاقة إلى مستعمرة العقوبات «تولون». يحكي لنا الوقائع كأننا نعيشها: زيارته الطبية، والزيارة التي قام بها السجناء ثم وضع (طوق حديد) ferrage. وهو يروي المعاملة اللاإنسانية على المدانين. وفي النهاية، يقع في حالة غيبوبة.
- عندما عاد إليه وعيه، وهو ما زال في المستشفى. هنتك نافذة واحدة، وقال انه يمكن مشاهدة المحكومين بالأعمال الشاقة يغادرون بحزن تحت المطر في مستعمرة العقوبات تولون. وقال انه يفضل الموت بدلا من الاعمل الشاقة.
- السجين في زنزانته. شعر بقليل من الحرية في المستشفى ولكن هنا بدأت فكرة موته تراوده ويفكر في الهرب.
- الراوي يتذكر تلك الساعات القليلة من الحرية في المستشفى. وقال انه يتذكر الفتاة التي سمعها تغني بصوتها الصافي، تغني باللغة العامية.
- إنه لا يزال يفكر الهرب. انه يتخيل انه خارج السجن في الميناء حيث يستعد للذهاب إلى إنجلترا ولكن الشرطي طلب منه جواز سفره: الحلم تكسر.
- السادسة صباحا. الحارس يدخل زنزانته. وسأل المدان ما إذا كان يريد الأكل.
- مدير السجن أتى بنفسه ليقابل المدان. يدعي انه لطيف ظريف. الشاب فهم أن وقته قد حان.
- الراوي يفكر في السجناء في سجن يجد كل من حوله، في الجدران...
- المدان تلقى زيارتين. أولا الكاهن ثم المدير. ويأتي هذا الأخير لكي يعلن أن طلب العفو الذي قدمه المدان قد رفض وأن إعدامه سيكون في اليوم نفسه. وقال انه سيعود إليه في ساعة.
- السجين نقل إلى conciergerie. وهو يخبرنا الرحلة ومحادثاته مع الكاهن والمأمور إثناء الرحلة. كان قليل الكلام ويبدو على الأكثر مهووس. الساعة الثامنة والنصف، العربة قد حطت أمام المحكمة.
- المأمور يضع يداه على يد المدير. في حجرة قريبة التقى لقاء غريب مع المحكوم عليه بالإعدام سابقا في الزنزانة ذاتها في Bicêtre. هذا الأخير، ابن محكوم عليه سابقا بالإعدام يروي قصته.
- المدان تم نقله إلى زنزانة أخرى. وقد أكد على طلبه، حيث طلب كرسي، طاولة، وما يتطلبه للكتابة وسرير.
- الساعة العاشرة. المدان يشتكي حول ابنته التي ستبقى دون أب. قد يكون لها تأجل، بسببه.
- الراوي يتساءل كيف يمكننا أن نموت على السقالة.
- يتذكر مرة بعد أن رأى بالفعل إقامة المقصلة على ساحة الإضراب.
- الشاب السجين يفكر في العفو الذي لن تأتي أبدا. ومن المقدر الآن أن أفضل حل هو أن ينتظر يوما واحد يأتي فيه العفو.
- الكاهن يأتي لكي يرى الشخص. فهي بعيدة عن تقديرنا لحضوره. هذا الكاهن يتكلم ميكانيكيا، ويبدو انه يتأثر قليلا بمعاناة السجين.
- الراوي فوجئ لرؤية رجل يأخذ الزنزانة. ومن المفارقات: السجن يتم تجديده كل ستة أشهر.
- شرطي آخر أتى ليأخذ النتائج. وهو متفجئ قليلا. وقال انه يطلب السجين من العودة بعد تنفيذ إعدامه ليكشف له عن الأرقام الثلاثة الجيدة الرابحة في اليانصيب. المدان يريد الاستفادة من هذا الطلب الغريب: قال انه يقترح تغيير ثيابه معه. الشرطي رفض، لأنه فهم أن السجين يريد الهرب.
- لينسى حاضره، الراوي يستعرض ذكريات طفولته وشبابه ووقف طويلا عن ذكرى بيبا، هذه الشابة الأندلسية وقال انه كان في حب معها حيث أمضيا أحسن الليالي في الصيف.
- وسط كل ذكريات الشباب، المدان يتفكر جريمته. بين ماضيه وحاضره، وثمة نهر من الدم: دم الأخر (الضحية) ودمه (المذنب).
- الراوي يفكر كل هؤلاء الناس الذين ما زالوا يعيشون حياتهم بصورة طبيعية في العالم.
- وقال انه يتذكر اليوم الذي ذهب إلى رؤية الجرس العظيم -الطائرة بدون طيار –نوتردام- في كاتدرائيه باريس.
- الراوي يصف فندق المدينة الذي يتواجد فيه الآن.
- الساعة واحدة وربع. كان المحكوم عليه قد تلقى آلام عنيفة. يشعر بألم في كل مكان. بقيت ساعتين خمس وأربعين دقيقة للعيش.
- يقول انه تحت المقصلة (آلة الإعدام)، وانه لا يعاني لان موته سيتم بسرعة بسرعة. الراوي يقول كيف يمكن أن نعرف شيئا عن الإعدام طالما أحد من المعدمين لم يخبرنا.
- الشاب السجين يفكر في الملك. هو الذي يستطيع منحه العفو. حياته تتوقف على توقيع منه. وقال انه يأمل للأبد.
- المدان في رأسه فكرة انه سوف يموت قريبا. وسأل أحد القساوسة على الاعتراف، لتقبيل الصليب.
- ترك له بعض الوقت للنوم. هذا هو نومه الأخير. ومن كابوس وتستيقظ نبضاته للحياة، وقد استحم في العرق البارد.
- ماري تأتي لزيارة والدها. وقد صدم هذا الأخير ببرودتها طفلة صغيرة جميلة لا تعرفه. أنها تعتقد أن والدها قد توفي. الشاب المدان يفقد كل أمل.
- النزيل ساعة أمامه ليعتاد على الموت. زيارة ابنته أدت به إلى اليأس.
- يعتقد الناس الذين سيشاهدون«استعراض» إعدامه. وقال إن من بين هذا الجمهور المتحمس، هناك رؤوس ستلقى مصيره دون أن يعرفوا .
- ماري بقي لها القليل لتذهب. الأب يتساءل عما إذا كان لديه الوقت لكتابة بضع صفحات. وهو يبحث عن تبرير ما وراء عيون ابنته.
- يتضمن هذا الفصل محررا مذكرة؛ الصحائف التي ترتبط مع السابقة ربما ضاعت أو ربما المدان لم يكن لديه وقت للكتابة.
- المدان في غرفة من دار البلدية. في الساعة الثالثة حذر أن الوقت قد حان.اتي الجلاد اثنين من الخدم، قطعوا شعره وربطو يديه. القافلة اتجهت نحو مكان الإعدام أمام حشد من المتفرجين الذين ينتظرون تنفيذ حكم الإعدام.
- المدان طلب العفو لشخص يعتقد أن القاضي، أو القاضي المفوض. وسأل، الشفقة، ويريد خمس دقائق الانتظار ربما باتي العفو. ولكن القاضي والجلاد خارج من الزنزانة. وهو لا يزال وحده مع الشرطي. لم يتوقف عن طلب العفو ولكن أتوا ليأخذوه.[3]

## روابط خارجية
- آخر يوم لمحكوم عليه بالإعدام على موقع الموسوعة البريطانية (الإنجليزية)